# Équations équivalentes
En mathématiques, des équations équivalentes sont des équations qui ont les mêmes solutions. 
Par exemple, les deux équations {\displaystyle x^{2}-1=0} et {\displaystyle x-1=0} sont équivalentes comme équations dans l’ensemble des nombres réels positifs, où elles ont une solution {\displaystyle x=1}, mais elles ne sont pas équivalentes dans l’ensemble des nombres réels, car la première équation a alors une deuxième solution {\displaystyle x=-1}.
Les opérations algébriques élémentaires permettent de construire des équations équivalentes à une équation donnée, en général avec l’objectif de la résoudre : 
- Si l’on ajoute ou soustrait une même expression des deux membres d’une équation, on obtient une équation équivalente. Par exemple, l’équation {\displaystyle -2x+5=-2-9x} est équivalente à l’équation {\displaystyle 7x=-7}, comme on le voit en ajoutant à chaque membre {\displaystyle 9x-5}.

- Si l’on multiplie ou divise par une expression non nulle les deux membres d’une équation, on obtient une équation équivalente. Par exemple, l’équation {\displaystyle 7x=-7} est équivalente à l’équation {\displaystyle x=-1}, comme on le voit en divisant chaque membre par 7.

Plus généralement, on dit que des systèmes de plusieurs équations à plusieurs variables  sont équivalents lorsque ces systèmes ont le même ensemble de solutions. Par exemple, les systèmes de deux équations à deux inconnues, {\displaystyle x+4y=-10,\quad 3x-y=9} et {\displaystyle 4x+3y=-1,\quad -2x+5y=-19} sont équivalents car ils ont chacun la solution {\displaystyle x=2,\quad y=-3}.